# Emily Nasrallah
Emily Nasrallah (arabisch إيميلي نصر الله, DMG Īmīlī Naṣr Allāh; * 6. Juli 1931 in Kfeir, Libanon; † 14. März 2018) war eine libanesische Schriftstellerin, die in arabischer Sprache schrieb. Ihr Geburtsname lautete Abi Rashed.

## Leben
Sie studierte gegen den Willen ihres Vaters an der Amerikanischen Universität Beirut (AUB) Pädagogik und arbeitete danach als Lehrerin, Journalistin und Schriftstellerin. Sie schrieb neben Romanen und Erzählungen viele Kinderbücher.
Nasrallahs Hauptthemen waren der libanesische Bürgerkrieg, das Dorfleben im Libanon und die Emanzipation der Frau. Ihre Werke wurden bisher ins Englische, Deutsche, Dänische, Niederländische und Finnische übersetzt.
Das Kinderbuch Kater Ziku lebt gefährlich schildert den libanesischen Bürgerkrieg aus der Perspektive einer Katze. In ihrem ersten Roman Septembervögel beschrieb sie den Lebensweg einer jungen Frau, die aus der Enge ihres konservativen Heimatdorfes ausbricht.
2017 wurde Nasrallah mit der Goethe-Medaille ausgezeichnet.
Sie starb am 14. März 2018 im Alter von 86 Jahren.

## Werke (Auswahl)
- Das Pfand. Roman aus dem Libanon. Aus dem Arabischen von Doris Kilias. Lenos, 1996. ISBN 3-85787-252-7
- Septembervögel. Aus dem Arabischen von Veronika Theis. Lenos, 2003. ISBN 3-85787-677-8
- Flug gegen die Zeit. Aus dem Arabischen von Hartmut Fähndrich. Lenos, 2003. ISBN 3-85787-678-6
- Kater Ziku lebt gefährlich. Kinderbuch, aus dem Arabischen von Doris Kilias. Atlantis, Zürich 2004. ISBN 3-7152-0499-0

Beiträge zu Anthologien
- Jutta Szostak und Suleman Taufiq: Der wahre Schleier ist das Schweigen. Fischer Taschenbuch, 1995. ISBN 3-596-12422-0